# Чемпионат Коста-Рики по футболу
Чемпионат Коста-Рики по футболу (исп. Primera División de Costa Rica) — главный турнир футбольных клубов Коста-Рики, проводящийся среди клубов высшего дивизиона.

## Формат соревнования
Соревнование проходит по распространённой в странах Латинской Америки системе — Апертура и Клаусура, два коротких чемпионата в год. Чемпионат Апертура («Открытие»), также известный как Torneo de Invierno («Зимний турнир»), проходит с июля по декабрь, а чемпионат Клаусура («Закрытие»), также известный как Torneo de Verano («Летний турнир») — с января по май.
В чемпионате участвуют 12 команд. Каждая из команд проводит 22 матча — по два матча с каждым соперником (дома и на выезде). Лучшие четыре команды регулярного чемпионата выходят в плей-офф, где определяется чемпион. В плей-офф разыгрываются два полуфинала и финал. Как полуфиналы, так и финал состоят из двух матчей (дома и на выезде).
Победители Апертуры и Клаусуры получают право участвовать в Лиге чемпионов КОНКАКАФ. Если победителем Апертуры и Клаусуры становится одна и та же команда, то второй в Лигу чемпионов выходит команда, набравшая наибольшее по сумме количество очков в Апертуре и Клаусуре.
Команда, набравшая наименьшую сумму очков по результатам Апертуры и Клаусуры, выбывает во Второй дивизион (Segunda División de Costa Rica).

## История
13 июня 1921 года была создана Коста-риканская футбольная лига . Тогда же возникла необходимость в организации чемпионата и создании национальной команды, в результате чего Коста-Рика была приглашена в 1921 году в Хуэгос-дель-Сентенарио в Гватемале.
Первый сезон Чемпионата Коста-Рики был сыгран в 1921 году с семью командами: Алахуэленсе, Картахинес, Эредиано, Ла Либертад, Сосьедад Химнастика Эспаньола, Сосьедад Химнастика Лимоненсе и Ла Юнион де Трес Риос. Ла Либертад и Химнастика Лимоненсе сыграли первый в истории матч Лиги FPD, в котором Ла Либертад одержал победу, единственный мяч в той встрече забил Рафаэль Мадригал. Победу в первом чемпионате одержала команда Эредиано.
В 1999 году Федерация футбола Коста-Рики создала UNAFUT (аббревиатура Unión de Clubes de Fútbol de la Primera División), организация, предназначенная для подготовки и проведения турнира Primera División и его молодежных лиг (известных как Alto Rendimiento).
9 января 2014 года UNAFUT решила переименовать турнир в Liga FPD.
Главными соперниками в чемпионате являются Алахуэленсе и Саприсса, так как обе команды являются самыми успешными в лиге, и обе имеют большое количество болельщиков по всей стране. Со времён их первой встречи на Эстадио Насьональ де Коста-Рика 12 октября 1949 года, команды встретились друг с другом более чем в 300 матчах, и на данный момент перевес в победах на стороне Саприссы.

## Чемпионы
| - 1921 — Эредиано - 1922 — Эредиано - 1923 — Картахинес - 1924 — Эредиано - 1925 — Ла Либертад - 1926 — Ла Либертад - 1927 — Эредиано - 1928 — Алахуэленсе - 1929 — Ла Либертад - 1930 — Эредиано - 1931 — Эредиано - 1932 — Эредиано - 1933 — Эредиано - 1934 — Ла Либертад - 1935 — Эредиано - 1936 — Картахинес - 1937 — Эредиано - 1938 — Орион - 1939 — Алахуэленсе - 1940 — Картахинес - 1941 — Алахуэленсе - 1942 — Ла Либертад - 1943 — Универсидад - 1944 — Орион - 1945 — Алахуэленсе - 1946 — Ла Либертад - 1947 — Эредиано - 1948 — Эредиано - 1949 — Алахуэленсе - 1950 — Алахуэленсе - 1951 — Эредиано - 1952 — Саприсса - 1953 — Саприсса - 1954 — Не состоялся - 1955 — Эредиано - 1956 — Не состоялся - 1957 — Саприсса - 1958 — Алахуэленсе - 1959 — Алахуэленсе - 1960 — Алахуэленсе | - 1961 Asofútbol — Эредиано - 1961 Federación — Кармелита - 1961/62 — Саприсса - 1962/63 — Уругвай - 1963/64 — Саприсса - 1964/65 — Саприсса - 1965/66 — Алахуэленсе - 1966/67 — Саприсса - 1967/68 — Саприсса - 1968/69 — Саприсса - 1969/70 — Алахуэленсе - 1970/71 — Алахуэленсе - 1971/72 — Саприсса - 1972/73 — Саприсса - 1973/74 — Саприсса - 1974/75 — Саприсса - 1975/76 — Саприсса - 1976/77 — Саприсса - 1977/78 — Эредиано - 1978/79 — Эредиано - 1979/80 — Алахуэленсе - 1980/81 — Эредиано - 1981/82 — Саприсса - 1982/83 — Алахуэленсе - 1983/84 — Алахуэленсе - 1984/85 — Эредиано - 1985/86 — Пунтаренас - 1986/87 — Эредиано - 1987/88 — Саприсса - 1988/89 — Саприсса - 1989/90 — Чемпионат не завершён - 1990/91 — Алахуэленсе - 1991/92 — Алахуэленсе - 1992/93 — Эредиано - 1993/94 — Саприсса - 1994/95 — Саприсса - 1995/96 — Алахуэленсе - 1996/97 — Алахуэленсе - 1997/98 — Саприсса - 1998/99 — Саприсса | - 1999/00 — Алахуэленсе - 2000/01 — Алахуэленсе - 2001/02 — Алахуэленсе - 2002/03 — Алахуэленсе - 2003/04 — Саприсса - 2004/05 — Алахуэленсе - 2005/06 — Саприсса - 2006/07 — Саприсса - 2007 Зима — Саприсса - 2008 Лето — Саприсса - 2008 Зима — Саприсса - 2009 Лето — Либерия Миа - 2009 Зима — Брухас - 2010 Лето — Саприсса - 2010 Зима — Алахуэленсе - 2011 Лето — Алахуэленсе - 2011 Зима — Алахуэленсе - 2012 Лето — Эредиано - 2012 Зима — Алахуэленсе - 2013 Лето — Эредиано - 2013 Зима — Алахуэленсе - 2014 Лето — Саприсса - 2014 Зима — Саприсса - 2015 Лето — Эредиано - 2015 Зима — Саприсса - 2016 Лето — Эредиано - 2016 Зима — Саприсса - 2017 Лето — Эредиано - 2017 Апертура — Мунисипаль Перес-Селедон - 2018 Клаусура — Саприсса - 2018 Апертура — Эредиано |

## Выступления по клубам
| Клуб                                                  | Чемпионств |
| ----------------------------------------------------- | ---------- |
| Саприсса (Сан-Хосе)                                   | 34         |
| Алахуэленсе (Алахуэла)                                | 29         |
| Эредиано (Эредия)                                     | 27         |
| Ла-Либертад (Сан-Хосе)                                | 6          |
| Картахинес (Картаго)                                  | 3          |
| Орион (Десампарадос)                                  | 2          |
| Пунтаренас (Пунтаренас)                               | 1          |
| Уругвай де Коронадо (Коронадо)                        | 1          |
| Универсидад де Коста-Рика (Сан-Хосе)                  | 1          |
| Кармелита (Алахуэла)                                  | 1          |
| Мунисипаль Либерия (Либерия)                          | 1          |
| Брухас (Десампарадос)                                 | 1          |
| Мунисипаль Перес-Селедон (Сан Исидро де Эль Женераль) | 1          |

## Лучшие бомбардиры
| Место | Страна          | Имя                | Голы |
| ----- | --------------- | ------------------ | ---- |
| 1     | Флаг Коста-Рики | Виктор Нуньес      | 244  |
| 2     | Флаг Коста-Рики | Эррол Даниэльс     | 196  |
| 3     | Флаг Коста-Рики | Рой Саэнс          | 168  |
| 4     | Флаг Коста-Рики | Леонель Эрнандес   | 164  |
| 5     | Флаг Коста-Рики | Гильермо Гуардия   | 149  |
| 6     | Флаг Коста-Рики | Эваристо Коронадо  | 148  |
| 7     | Флаг Коста-Рики | Алехандро Альписар | 147  |
| 8     | Флаг Коста-Рики | Эрик Скотт         | 144  |
| 9     | Флаг Коста-Рики | Хуан Ульоа         | 140  |
| 10    | Флаг Коста-Рики | Висенте Ванчопе    | 133  |